# Христорождественская церковь (Екатеринбург)
Христорождественская церковь (Церковь Рождества Христова) — действующий единоверческий храм в Екатеринбурге, расположенный на ВИЗе, был построен в 1837 году.

## История
В 1816 году была построена старообрядческая часовня, которая в 1837 году была перестроена в однопрестольную, каменную Христорождественскую церковь по благословению Архиепископа Пермского Аркадия и освящена 22 января 1838 года. В начале XX века иконостас в храме, старинный, сильно потемневший, нуждался в ремонте. С западной и северной стороны церковь была обнесена каменной оградой с железной решёткой. В начале XX века прихожан церкви числилось 128 мужского пола и 121 женского пола. Основным их занятием служили работы на Верх-Исетском заводе.
В 1922 году из церкви было изъято 12,7 килограмм серебра. В 1926—1929 годах была григорьевской ориентации. Церковь была закрыта в 1929 году. Некоторое время в здании размещался музей истории Верх-Исетского завода. В 1993 году здание было передано Белокриницкой иерархии Русской Православной старообрядческой Церкви.

## Возрождение
В 2004 году настоятелем храма во имя Рождества Христова по благословению митрополита Андриана был назначен Павел Зырянов, до этого два года прослуживший при храме диаконом.

## Архитектура
Храм расположен на берегу Верх-Исетского пруда. Архитектура здания относится к позднему классицизму. В композиции доминирует объём храмового четверика в два яруса с ложным сферическим куполом. Прямоугольные апсида и притвор равны по высоте его нижнему ярусу. С запада к притвору пристроена трёхъярусная колокольня со шпилем, опирающихся на восьмигранный купол. Купол имеет по барочному прихотливый S-образную форму. К притвору примыкают два прямоугольных крыла приделов, определяя крест. Прямоугольные окна в классических пропорциях на нижнем ярусе и арочное окно во втором ярусе четверика задают трёхчастную композицию на боковых фасадах храмовой части и приделов. Фасады состоят из тонко профилированных карнизов с рустованными и гладкими стенами. Вход в храм сделан в форме портика из парных пилястр и треугольного фронтона. В интерьере основное помещение перекрыто сомкнутым сводом, прорезанным двумя арочными окнами. Верх стен отделён от свода выносным карнизом с тонко прорисованным профилем. Перекрытия прочих помещений плоские. Широкие арочные проёмы связывает сам храм с алтарём и притвором. Проход из притвора в храм фланкирован пилонами с приставленными к ним дорическими колоннами. Здание признано памятником архитектуры решением Свердловского Облисполкома № 454 от 4 декабря 1986 года.

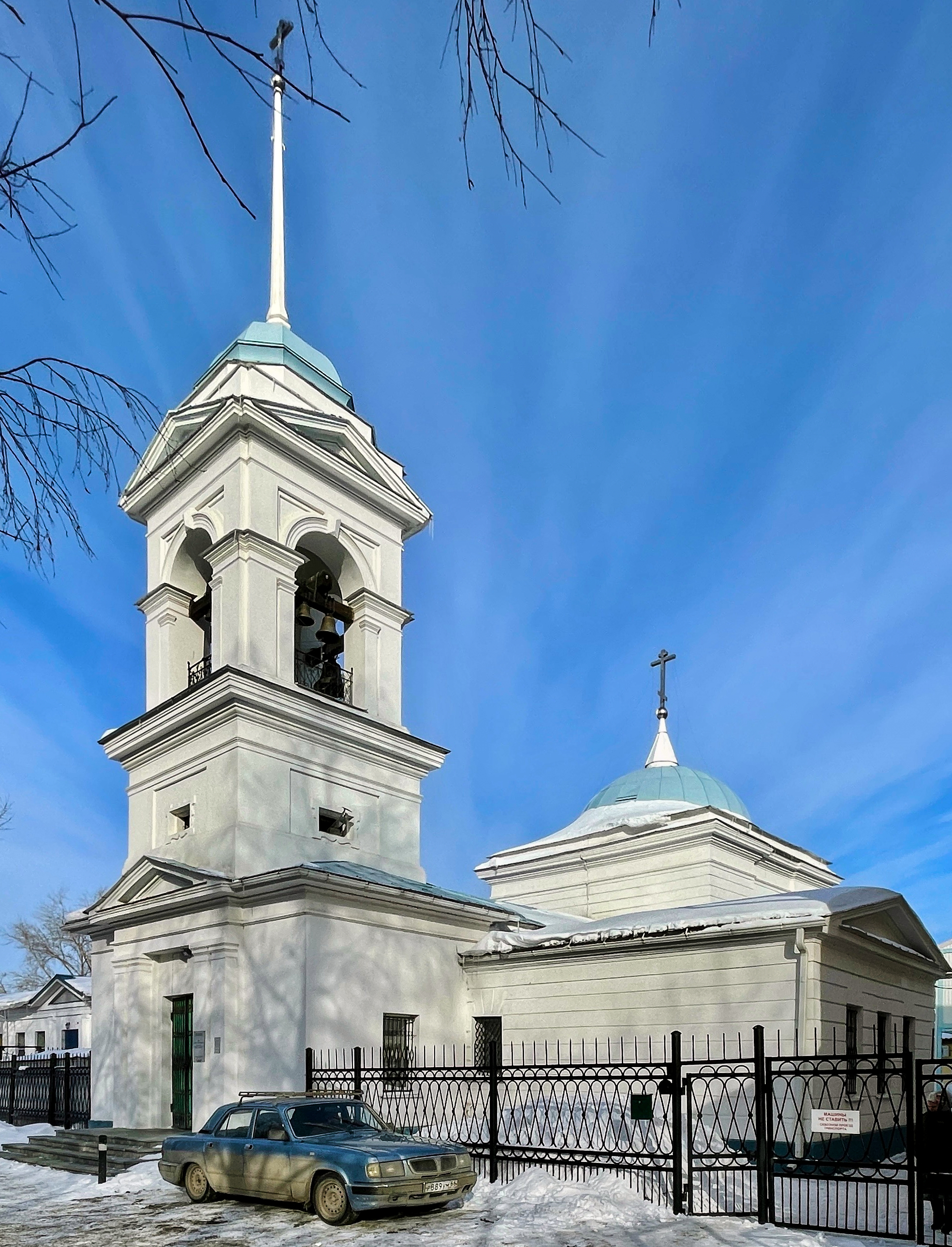
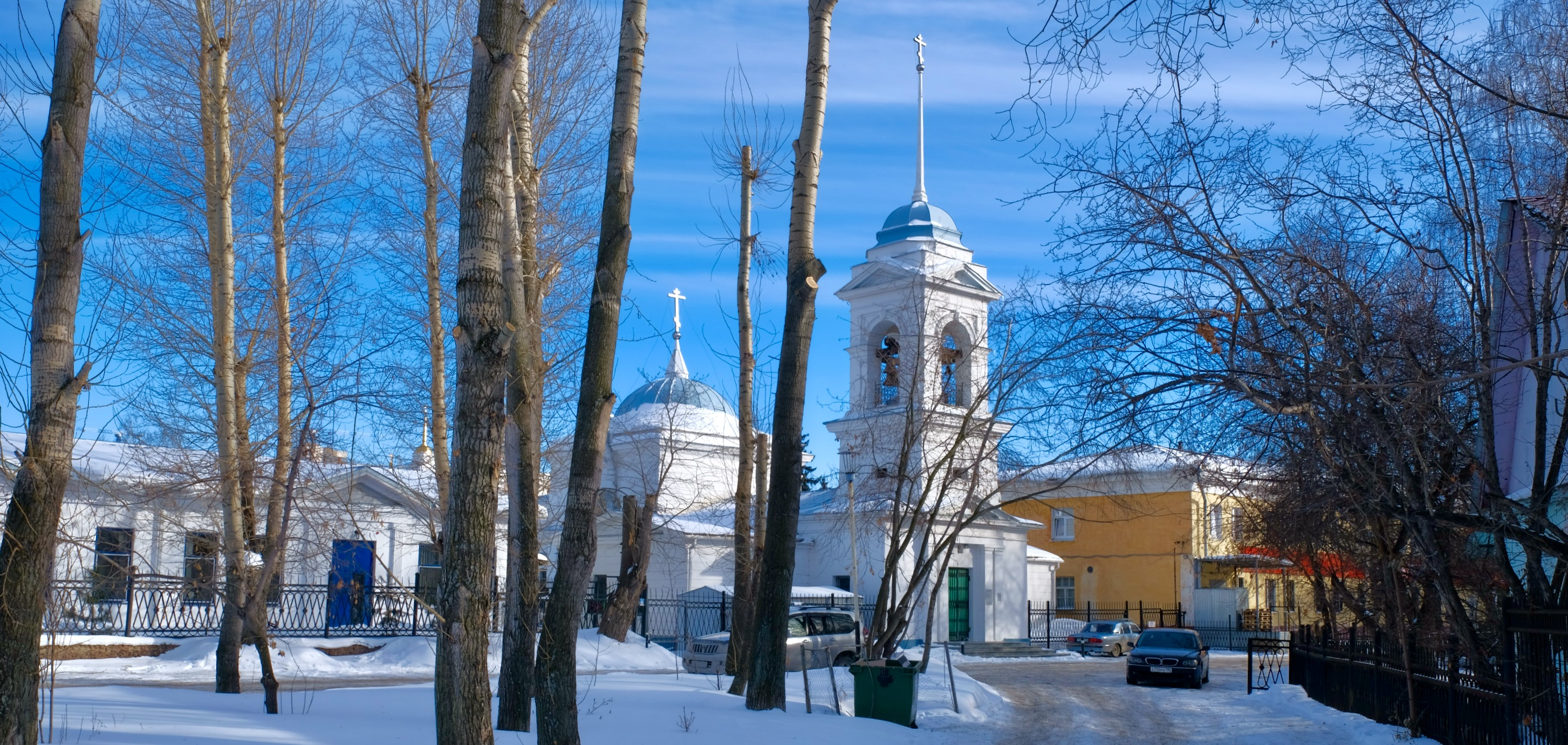
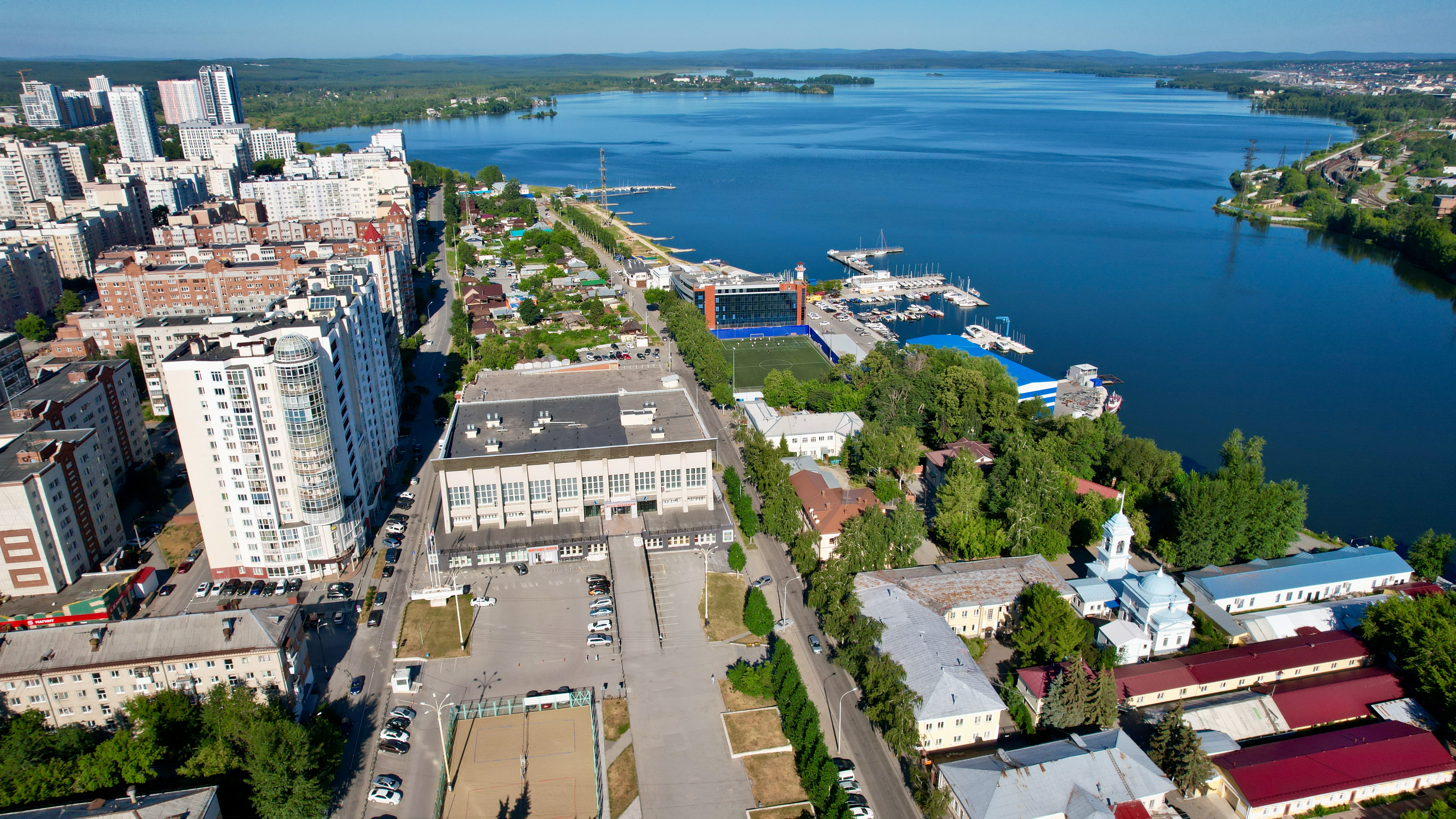
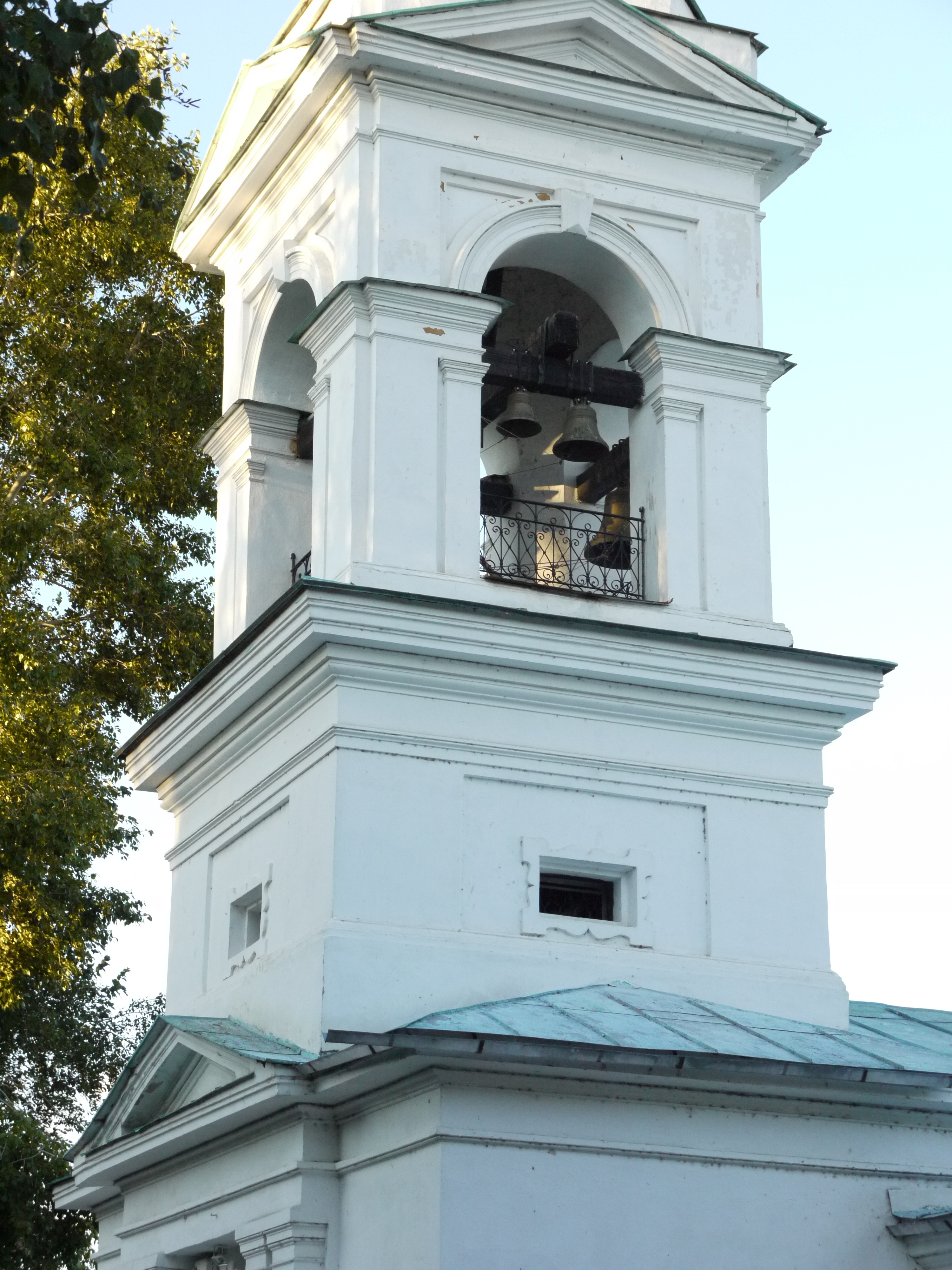
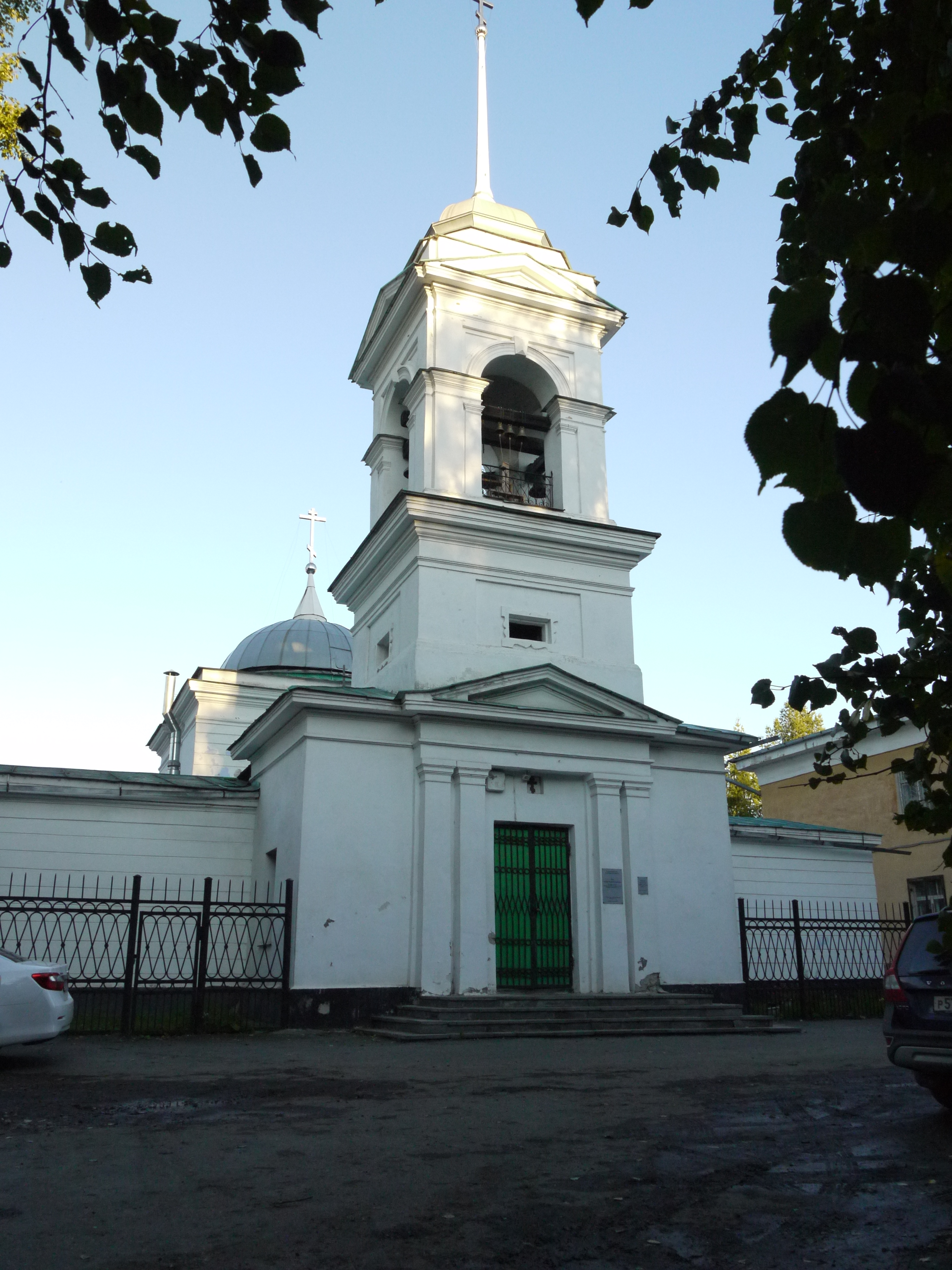